# Schloss Strechau
Schloss Strechau är ett slott i Österrike.   Det ligger i distriktet Liezen och förbundslandet Steiermark, i den centrala delen av landet, 170 km väster om huvudstaden Wien. Schloss Strechau ligger 641 meter över havet.
Terrängen runt Schloss Strechau är huvudsakligen bergig, men den allra närmaste omgivningen är kuperad. Schloss Strechau ligger nere i en dal. Närmaste större samhälle är Rottenmann, 3,1 km sydost om Schloss Strechau. 
I omgivningarna runt Schloss Strechau växer i huvudsak blandskog. Runt Schloss Strechau är det ganska glesbefolkat, med 25 invånare per kvadratkilometer.